# Frédéric Restagno (physicien)
Pour les articles homonymes, voir Frédéric Restagno.
Frédéric Restagno, né le 11 juillet 1972 à Savigny-sur-Orge, est inspecteur général de l'éducation, du sport et de la recherche (IGESR) depuis le 1er janvier 2025, après une carrière de chercheur au CNRS de 22 ans. 
Docteur de l’École normale supérieure de Lyon (ENS Lyon), il s’intéresse aux propriétés des fluides confinés lors de sa thèse de doctorat et aux milieux granulaires humides. Il rejoint le laboratoire de physique de la matière condensée, au Collège de France, dirigé par C. Williams et P.-G. de Gennes où il travaille dans l’équipe de David Quéré sur l’entraînement de fluides. Nommé chargé de recherche au CNRS, il rejoint le Laboratoire de physique des solides (CNRS et université Paris-Sud) où il commence à s’intéresser aux matériaux polymères, et, en particulier, aux propriétés d’adhésion et de friction,. Il est responsable de l'équipe Adhésion, friction et polymères créée par Liliane Léger. De septembre 2016 à décembre 2024, il a été responsable de l'équipe Matière molle aux interfaces (dont l'acronyme est MMOI), avant de rejoindre l'Inspection générale en 2025.

## Biographie
Frédéric Restagno rentre à l’ENS Lyon en 1992 en qualité d’élève fonctionnaire. Il réussit l’agrégation de sciences physiques option physique en 1995. En 1996, il obtient le DEA « physique de la matière condensée : chimie et organisation » de l’université Pierre et Marie Curie et la magistère des sciences de la matière de l’ENS Lyon et l’université Claude Bernard – Lyon 1. Il commence sa thèse en 1997 qu’il prépare entre le Laboratoire de physique de l’ENS Lyon et le LPMCN de l’université Claude Bernard – Lyon 1. Il soutient sa thèse en décembre 2000 intitulée Interactions entre contacts solides et cinétique de la condensation capillaire. Aspects macroscopiques et aspects microscopiques, sous la direction d’Élisabeth Charlaix. L’objectif de cette thèse est de travailler à la construction d’un appareil à force de surface avec J. Crassous et à la cinétique de la condensation capillaire dans les matériaux granulaires avec H. Gayvallet, L. Bocquet et T. Biben.
En décembre 2000, il rejoint l’équipe de David Quéré au Collège de France où il travaille sur les interfaces en grande déformation.
Frédéric Restagno a enseigné comme moniteur à l’université Claude Bernard Lyon 1 en DEUG et à la préparation au CAPES de sciences physiques. Il a réalisé des travaux dirigés à l’ISTIL. Comme agrégé préparateur, il a enseigné à la préparation à l’agrégation de sciences physiques de l’ENS Lyon, à laquelle il a collaboré pendant plus de dix ans. Il a aussi corrigé des leçons, montages et problèmes à la préparation à l’agrégation de sciences physiques de l’ENS Cachan.
Après avoir enseigné au DEA de physique des liquides, devenue le M2 « Physique macroscopique et complexité », il devient directeur du parcours en janvier 2016. Ce M2 de l’ENS, École polytechnique, université Paris-Sud, université Pierre et Marie Curie, université Denis Diderot, s’appelle désormais « International center for Fundamental physics/Soft matter and biological physics » et fait partie des masters mutualisés de l'université Paris-Saclay.
Frédéric Restagno a enseigné à MEDISUP[Quoi ?] et a été membre du jury de l'agrégation externe de sciences physiques option physique.
En janvier 2025, il rejoint l'IGESR en tant qu'inspecteur général du groupe Physique-Chimie.

## Média
Frédéric Restagno a participé aux émissions E=M6, pour parler du silicone qui imite la peau du gecko, et On n'est pas que des cobayes,, dans laquelle il a fait plusieurs apparitions notamment pour soulever une voiture avec 2 annuaires qui a donné lieu à une publication dans la revue scientifique PRL.
En 2016, il a animé une chronique science dans l'émission hebdo d'Arthur, L'Hebdo Show,, émission qui n'a pas été diffusée longtemps. En 2017, il était le passeur dans le documentaire scientifique Conquérir les Océans diffusé sur France 5 le 5 avril 20h50, réalisé par Emmanuelle Sudre et Marina Boyenval.
Il a également été interviewé par Mathieu Vidard dans la Tête au carré sur France Inter, à la suite de la publication d'un article expliquant comment soulever une voiture avec deux annuaires,,,,.

## Recherche
La thématique de recherche de Frédéric Restagno concerne la mécanique aux interfaces et le rôle de la structure de cette interface sur le comportement global à l'échelle macroscopique. Un premier type d'interfaces étudié concerne les interfaces liquide-air en présence de tensioactifs. La question posée est celle de la génération et de la mort de films de savons et le rôle de l'interface dans ces deux phénomènes.
Le second type d'interfaces étudié est l’interface solide-(solide ou fluide) ou solide-solide comme par exemple les surfaces texturées étudiées avec C. Poulard.
Il a pu avec ses collègues mettre en évidence la déformation du verre par un liquide quand le liquide est confiné à de petites distances. Ce résultat a conduit à un film de vulgarisation primé au festival « Le Goût des sciences ».
Il a pu expliquer pour la première fois avec des chercheurs de l'ESPCI ParisTech, de l'université McMaster et de l'université de Grenoble les mécanismes responsables du phénomènes à l'origine des grands frottements dans l'expérience des annuaires entrelacés.
Frédéric Restagno est titulaire d'une habilitation à diriger les recherches (HDR) et a écrit plus de quarante articles dans des revues à comité de lecture.